# Phi
Cette page contient des caractères spéciaux ou non latins. S’ils s’affichent mal (▯, ?, etc.), consultez la page d’aide Unicode.
Ne doit pas être confondu avec pHi, Փ, ɸ, Ф ou ȹ.
Pour les articles homonymes, voir Phi (homonymie).
Phi (capitale Φ, minuscule φ (ou ϕ pour le symbole technique) ; en grec φι) est la vingt-et-unième lettre de l'alphabet grec, précédée par upsilon et suivie par chi. Elle est l'ancêtre de la lettre Ф de l'alphabet cyrillique.

## Caractéristiques

### Usage
En grec moderne, la lettre phi représente la consonne fricative labio-dentale sourde (/f/). Cette prononciation est partagée par l'upsilon placée dans une diphtongue après alpha et epsilon et devant une consonne sourde (κ, π, τ, χ, φ, θ, σ, ξ et ψ).
En grec ancien, le phi se prononce vraisemblablement /pʰ/, puis évolue vers [ɸ]. Elle est généralement transcrite par ‹ ph › en alphabet latin.
Dans le système de numération grecque, phi vaut 500 ; par exemple ‹ φʹ › représente le nombre 500.
Comme la plupart des autres lettres grecques, le phi est parfois utilisé en dehors de son contexte alphabétique grec dans les sciences. Par exemple, en mathématiques, elle note traditionnellement le nombre d'or (1+√5)/2 (soit environ 1,618).

### Nom
En grec, la lettre est appelée φι (fi), prononcée /fi/.
En grec ancien, elle est appelée φῖ (fî), prononcée en Attique /ˈpʰiːˌ/, ou φεῖ (feî), prononcée /ˈpʰeː/.

### Typographie
La forme bas-de-casse du phi possède deux variantes typographiques, héritées de l'écriture manuscrite médiévale. La première ressemble à une forme bouclée du phi capitale en plus petit : φ. La deuxième dérive directement de la forme capitale : ϕ ; les deux sont utilisées dans des contextes scientifiques, notamment lorsque l'on cherche à distinguer deux itérations du même concept.
Phi peut être également écrit en LaTeX (écriture mathématique) avec les commandes: \Phi {\displaystyle \Phi } pour la version capitale, \phi {\displaystyle \phi } pour la deuxième version bas-de-casse et \varphi {\displaystyle \varphi } pour la première version bas-de-casse.

## Histoire

### Alphabets archaïques

Distribution des types d'alphabets « vert », « rouge » et « bleu », selon Adolf Kirchhoff (1867).

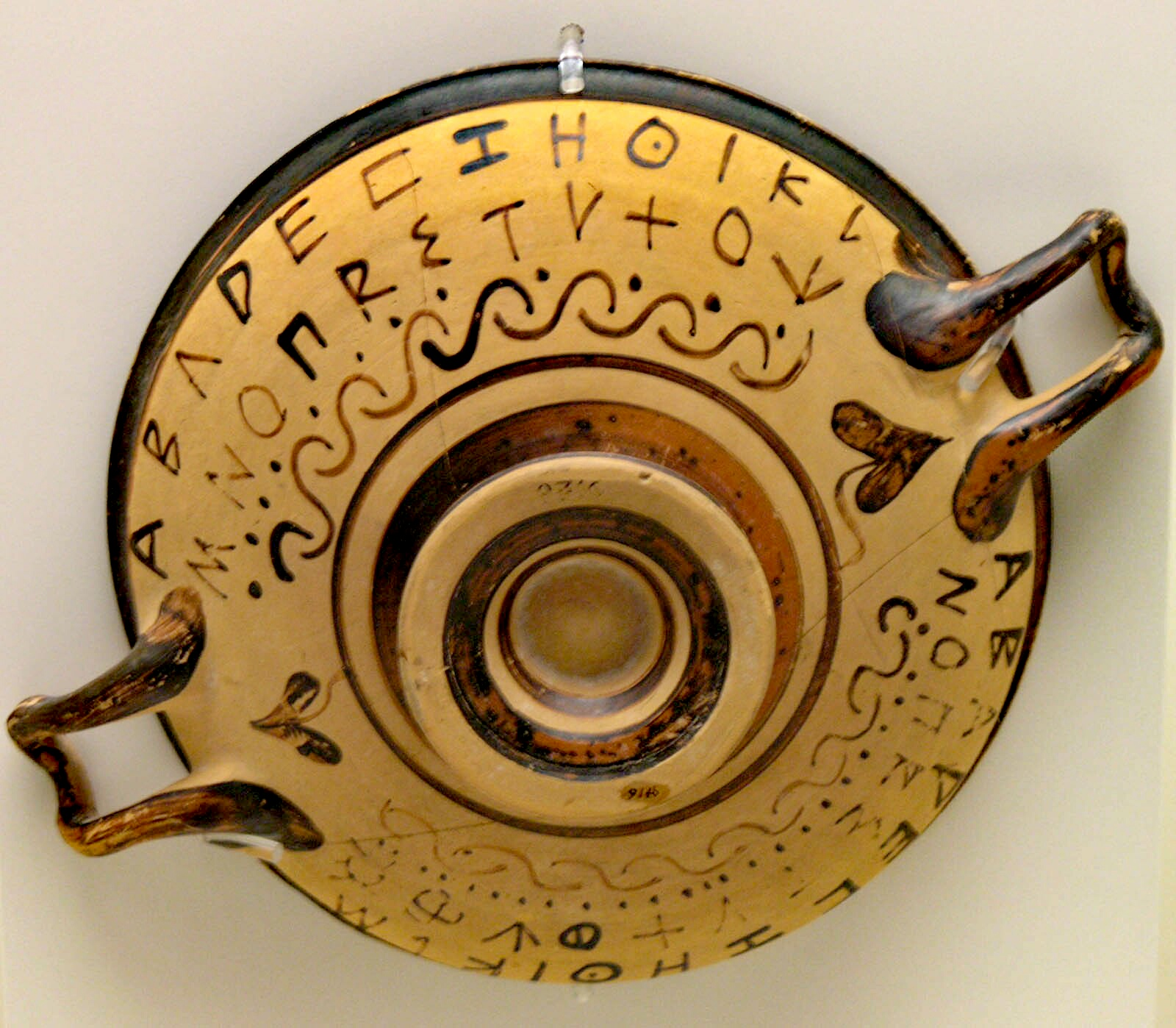
Alphabet grec peint sur la panse d'une coupe attique à figures noires.

L'alphabet grec dérive directement de l'alphabet phénicien. Toutefois, ses dernières lettres (phi, chi, psi et oméga) sont des créations locales notant des sons qui ne sont pas présents ou pertinents en phénicien.
Les alphabets épichoriques grecs sont divisés basiquement en quatre types majeurs selon leur traitement des lettres additionnelles pour les consonnes aspirées (pʰ, kʰ) et les groupes consonantiques (ks, ps) du grec. Ces quatre types sont intitulés de façon conventionnelle « vert », « rouge », « bleu clair » et « bleu foncé », suivant la légende d'une carte publiée dans un article fondateur du XIXe siècle sur le sujet, Studien zur Geschichte des griechischen Alphabets par Adolf Kirchhoff (1867). Le type « vert » (ou du Sud) est le plus archaïque et le plus proche du phénicien. Le type « rouge » (ou de l'Ouest) est par la suite transmis vers l'Ouest et est l'ancêtre de l'alphabet latin. Le type « bleu » (ou de l'Est) est celui dont l'alphabet grec standard émerge ensuite ; il est partagé en deux groupes, nommés « bleu clair » et « bleu foncé ».
Le type « vert » n'utilise que les symboles phénicien. La plosive aspirée /pʰ/ est ainsi écrite simplement Π, sans distinction de la  plosive non-aspirée [p], ou comme digramme ΠΗ. Ce système se rencontre en Crète et dans certaines îles du sud de la mer Égée, notablement Santorin, Milos et Anafi.
Le type « rouge » introduit des lettres pour les consonnes aspirées, Φ = « pʰ » et Ψ = « kʰ ». Il se rencontre dans la plupart des zones de Grèce centrale (Thessalie, Béotie et la majeure partie du Péloponnèse), sur l'île d'Eubée et dans les colonies associées, dont la plupart de celles d'Italie. Les types « bleu clair » et « bleu foncé » utilisent également le phi et différent par l'usage d'autres lettres. Le type « bleu clair » se rencontre à Athènes (avant 403 av. J.-C.) et dans plusieurs îles de la mer Égée, le type « bleu foncé » dans les villes de la Confédération ionienne, Cnide en Asie mineure et à Corinthe et Argos dans le nord-est du Péloponnèse.
Dans les types utilisant une lettre dédiée pour /pʰ/, celle-ci prend des formes assez semblables, :
- (Arcadie, Argos, Attique, Béotie, Cnide, Corinthe, Eubée, Ionie, Ithaque, Laconie, Rhodes, Thessalie, Tirynthe)
- (Achaïe, Délos, Égine, Mégare, Naxos, Paros, Sicyone)

Dans les alphabets n'utilisant pas de lettre dédiée pour /pʰ/ (Crète, Milos, Santorin), le son est écrit ΠΗ.

### Évolution
La forme actuelle de la lettre provient de l'alphabet utilisé en Ionie, qui est progressivement adopté par le reste du monde grec antique (Athènes passe un décret formel pour son adoption officielle en 403 av. J.-C. ; son usage est commun dans les cités grecques avant le milieu du IVe siècle av. J.-C.). La lettre ne change toutefois pas vraiment de forme. Elle prend à cette époque la 21e position de l'alphabet, entre upsilon et chi.
L'alphabet grec reste monocaméral pendant longtemps. Les formes minuscules proviennent de l'onciale grecque, une graphie particulière créée à partir de la majuscule et de la cursive romaine vers le IIIe siècle et adaptée à l'écriture à la plume, et sont créées vers le IXe siècle. Pendant la Renaissance, les imprimeurs adoptent la forme minuscule pour les polices bas-de-casse, et modèlent les lettres capitales sur les formes des anciennes inscriptions, conduisant le grec à devenir bicaméral.

Phi épigraphique grec.
Phi grec majuscule moderne.
Écriture onciale.
Variantes cursives.
Variantes minuscules.
Phi grec minuscule moderne.

### Dérivés
Dans l'alphabet cyrillique, le phi donne naissance à la lettre ef, Ф. Dans l'alphabet copte, la lettre conduit à la lettre phi, Ⲫ.
Il est possible que l'alphabet arménien descende de l'alphabet grec ; dans ce cas, le p'iur, Փ, dériverait du phi.
L'alphabet étrusque est dérivé de l'alphabet grec employé en Eubée — alphabet que les Étrusques apprennent à Pithécusses (Ischia), près de Cumes ; il comporte une lettre, 𐌘, dérivant du phi grec et correspondant vraisemblablement au son [ɸ]. Cette lettre n'est pas reprise dans l'alphabet latin ; la lettre latine F dérive du digamma grec.
Le symbole ɸ note la consonne fricative bilabiale sourde dans l'alphabet phonétique international.

Phe étrusque.
Phe étrusque (autre version).
Ef cyrillique.
Phi copte.

## Codage dans le plan de base Unicode
- Lettre majuscule : U+03A6
- Lettre minuscule : U+03C6
- Symbole grec phi : U+03D5